# چوخورکند
چوخورکند (به لاتین: Chukhverkent) یک منطقهٔ مسکونی در روسیه است که در داغستان واقع شده‌است.